# Chapala
Chapala ist eine Stadt im zentral gelegenen mexikanischen Staat Jalisco. Sie liegt am nördlichen Ufer des Chapalasees, Mexikos größtem Süßwassersee. Beim Zensus 2010 hatte die Stadt 21.596 Einwohner. Chapala, 45 km in südsüdöstlicher Richtung von Guadalajara gelegen, ist der größte Ort und Verwaltungssitz eines gleichnamigen Municipios.

## Geschichte
Es gibt mehrere Theorien über den Ursprung des Namens Chapala. Am wahrscheinlichsten ist, dass der Name von Chapalac abgeleitet ist, dem letzten Häuptling der Nahuatl sprechenden Ureinwohner der Region. Die Siedlung Chapala erhielt 1824 den Titel Villa de Chapala, 1846 wurde ein ayuntamiento eingerichtet. 1970 wurde Chapala zur Stadt erklärt.

## Kultur
Seit den 1960er Jahren zieht Chapala sowohl mexikanische als auch ausländische Touristen an. Die Region ist bekannt für die Mariachi-Musik, die aus Jalisco stammt.

## Tourismus
Chapala und der gleichnamige See sind ein beliebtes Ziel für Wochenendausflüge für Einwohner von Guadalajara. Die meisten ausländischen Bewohner von Chapala, vor allem US-amerikanische und kanadische Rentner, wohnen nicht in der Stadt selbst, sondern in bzw. in der Nähe von Ajijic, einem Dorf mit ca. 10.000 Einwohnern, das etwa 8 km westlich von Chapala liegt. Viele von ihnen verbringen nur den Winter in der Gegend und kehren im Sommer in den Norden zurück.
Ende 2012 wurde die Carretera Guadalajara – Jocotepec (Art Bundesstraße) fertiggestellt. Sie verbindet die Millionenmetropole Jaliscos (Guadalajara) seitdem mit der am Chapalasee gelegenen Stadt Jocotepec (38.000 Einwohner). Durch die erheblich verkürzte Fahrzeit von ca. 40 Minuten ist nun auch die Gegend um Jocotepec für den Tourismus interessant geworden. Neben einer ebenfalls 2012 neu gebauten Uferpromenade (Malecón) entstehen groß angelegte Wohnanlagen für Wochenend- und Langzeittouristen, wobei erstere aus Guadalajara kommen und letztere vornehmlich aus den USA, Kanada aber auch aus Europa.